# Équipe cycliste CCN Factory Racing
L'équipe cycliste CCN Factory Racing est une équipe cycliste biélorusse, d'origine ukrainienne ayant le statut d'équipe continentale durant son existence entre 2019 et 2022.

## Histoire de l'équipe
L'équipe est créée sous licence ukrainienne en 2019 sous le nom de Ferei Pro Cycling Team et s'engage sur une vingtaine de courses en Europe de l'Est et en Chine. Dirigée par les finlandais Anatoli et Antti Sizko, elle compte alors dans ses rangs six ukrainiens, cinq mongols, quatre biélorusses et un serbe. Cette saison, Oleksii Kasianov prend la 3e place de l'Horizon Park Race Classic et Jambaljamts Sainbayar remporte une étape du Tour de Fuzhou. Tegsh-Bayar Batsaikhan prend quant à lui la 5e place du classement général du Tour de Quanzhou Bay.
À partir de 2020, elle concourt avec une licence biélorusse. Les coureurs mongols quittent l'équipe à la fin de l'année et rejoignent deux ans plus tard une formation qui reprend le sponsor principal, Ferei Mongolia Development Team.
La formation est pratiquement inactive en 2020 et 2021. Suspendue le 1er mars 2022 par l'UCI à la suite de l'invasion de l'Ukraine par la Russie, elle réapparait brièvement en août sous le nom de CCN Factory Racing Georgia lors du Baltic Chain Tour. Aucun coureur ne retrouve d'équipe UCI en 2023.

## Principales victoires
- Championnat de Mongolie sur route 2019 : Narankhuu Bat-Erdene
- 6e étape du Tour de Fuzhou 2019 : Jambaljamts Sainbayar

## Classements UCI
L'équipe participe aux épreuves des circuits continentaux et en particulier de l'UCI Europe Tour. Les tableaux ci-dessous présentent les classements de l'équipe sur les différents circuits, ainsi que son meilleur coureur au classement individuel.
UCI Asia Tour
| UCI Asia Tour | UCI Asia Tour          | UCI Asia Tour                             | UCI Asia Tour |
| Année         | Classement par équipes | Meilleur coureur au classement individuel |               |
| ------------- | ---------------------- | ----------------------------------------- | ------------- |
| 2019          | -                      | Jambaljamts Sainbayar (38e)               |               |
|               |                        |                                           |               |
| Source : UCI  |                        |                                           |               |

UCI Europe Tour
| UCI Europe Tour | UCI Europe Tour        | UCI Europe Tour                           | UCI Europe Tour |
| Année           | Classement par équipes | Meilleur coureur au classement individuel |                 |
| --------------- | ---------------------- | ----------------------------------------- | --------------- |
| 2019            | 80e                    | Oleksii Kasianov (1093e)                  |                 |
| 2022            | 104e                   | Vladyslav Makogon (1395e)                 |                 |
|                 |                        |                                           |                 |
| Source : UCI    |                        |                                           |                 |

L'équipe est également classée au Classement mondial UCI qui prend en compte toutes les épreuves UCI et concerne toutes les équipes UCI.
| Classement mondial | Classement mondial     | Classement mondial                        | Classement mondial |
| Année              | Classement par équipes | Meilleur coureur au classement individuel |                    |
| ------------------ | ---------------------- | ----------------------------------------- | ------------------ |
| 2019               | 141e                   | Jambaljamts Sainbayar (773e)              |                    |
| 2022               | 201e                   | Vladyslav Makogon (2217e)                 |                    |
|                    |                        |                                           |                    |
| Source : UCI       |                        |                                           |                    |

## CCN Factory Racing en 2022
| Cycliste                     | Date de naissance | Nationalité | Équipe 2021 |  |
| ---------------------------- | ----------------- | ----------- | ----------- |  |
| Uladzislau Barnatovich       | 15 août 2003      | Biélorussie |             |  |
| Erik Bergström Frisk         | 28 septembre 1999 | Suède       | Bike Aid    |  |
| Hannes Bergström Frisk       | 7 juin 1995       | Suède       | Ferei-CCN   |  |
| Mikhail Besaha               | 3 novembre 1989   | Biélorussie | Ferei-CCN   |  |
| Sindre Bjerkestrand Haugsvær | 5 mars 1994       | Norvège     | Ferei-CCN   |  |
| Dainis Bricis                | 19 octobre 1998   | Biélorussie | Ferei-CCN   |  |
| Peter Cevini                 | 4 août 1991       | Italie      | Ferei-CCN   |  |
| Zakhar Kaminski              | 26 août 2002      | Biélorussie |             |  |
| Vladyslav Makogon            | 23 novembre 1995  | Finlande    |             |  |
| Vladyslav Pohorelov          | 5 novembre 1995   | Ukraine     | Ferei-CCN   |  |
| Aliaksandr Saroka            | 26 mars 1998      | Biélorussie | Ferei-CCN   |  |
| Anton Zhavrid                | 20 mai 2002       | Biélorussie |             |  |